# Marienkirche (Wendeburg)

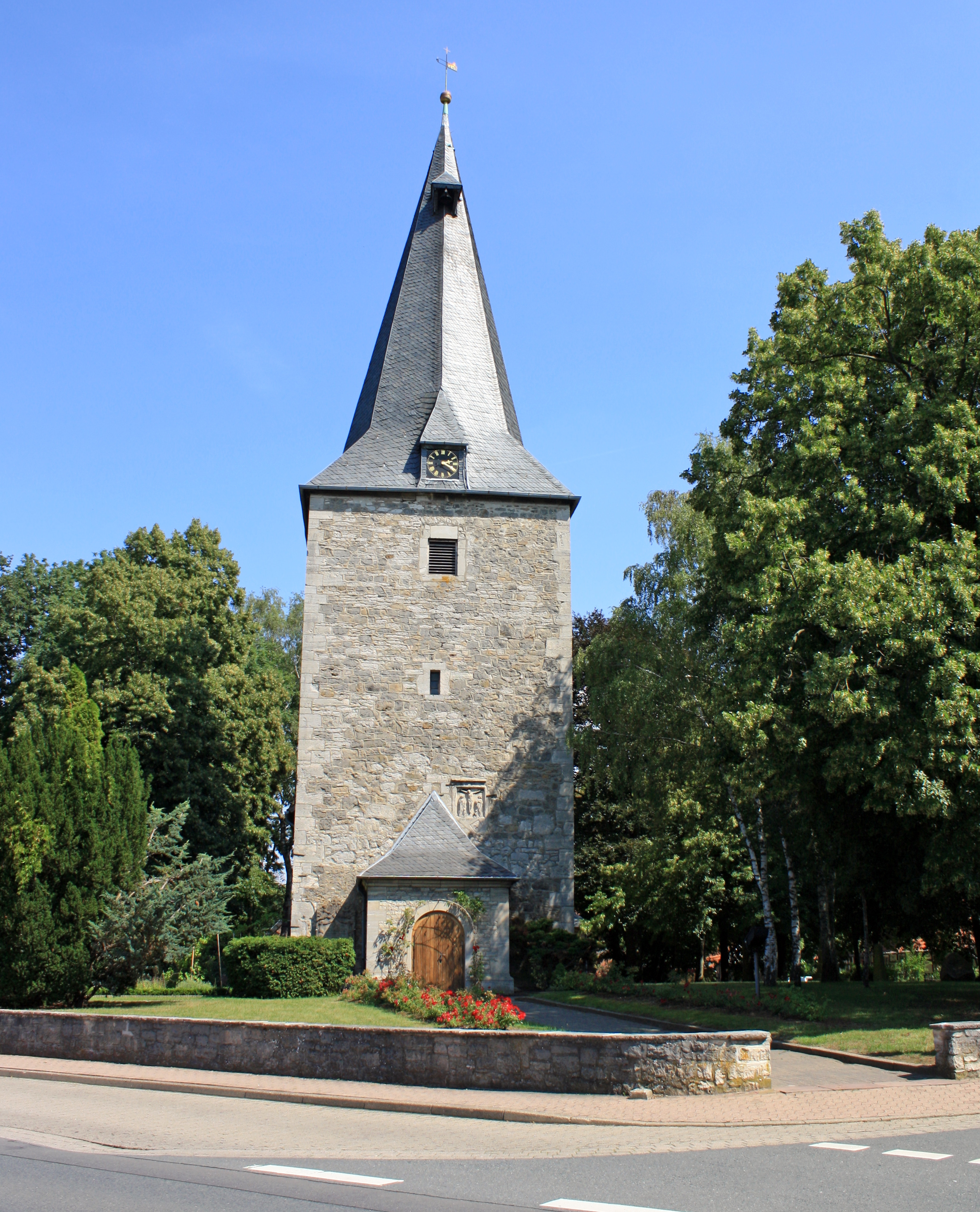
Marienkirche Wendeburg

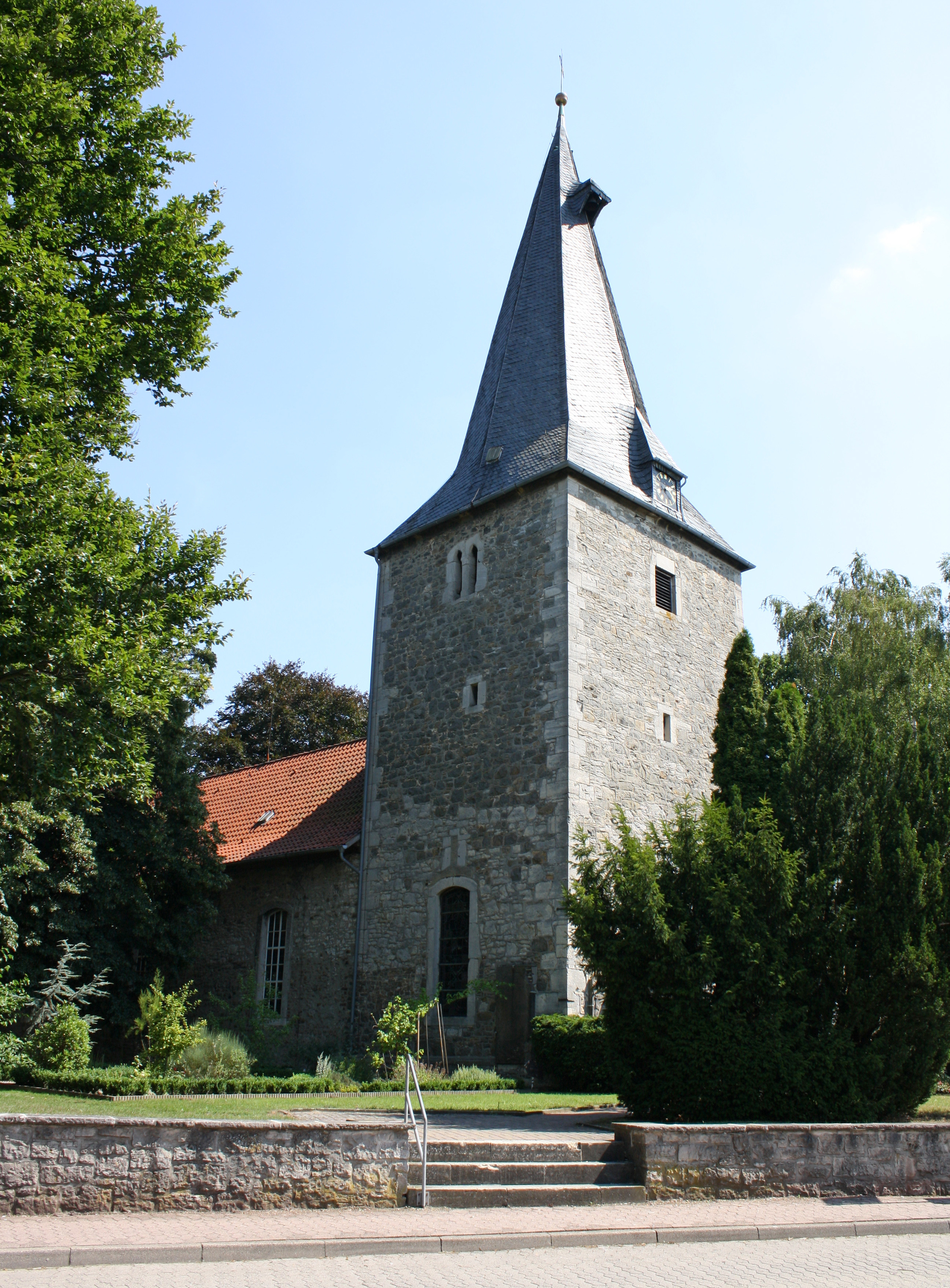
Marienkirche Wendeburg

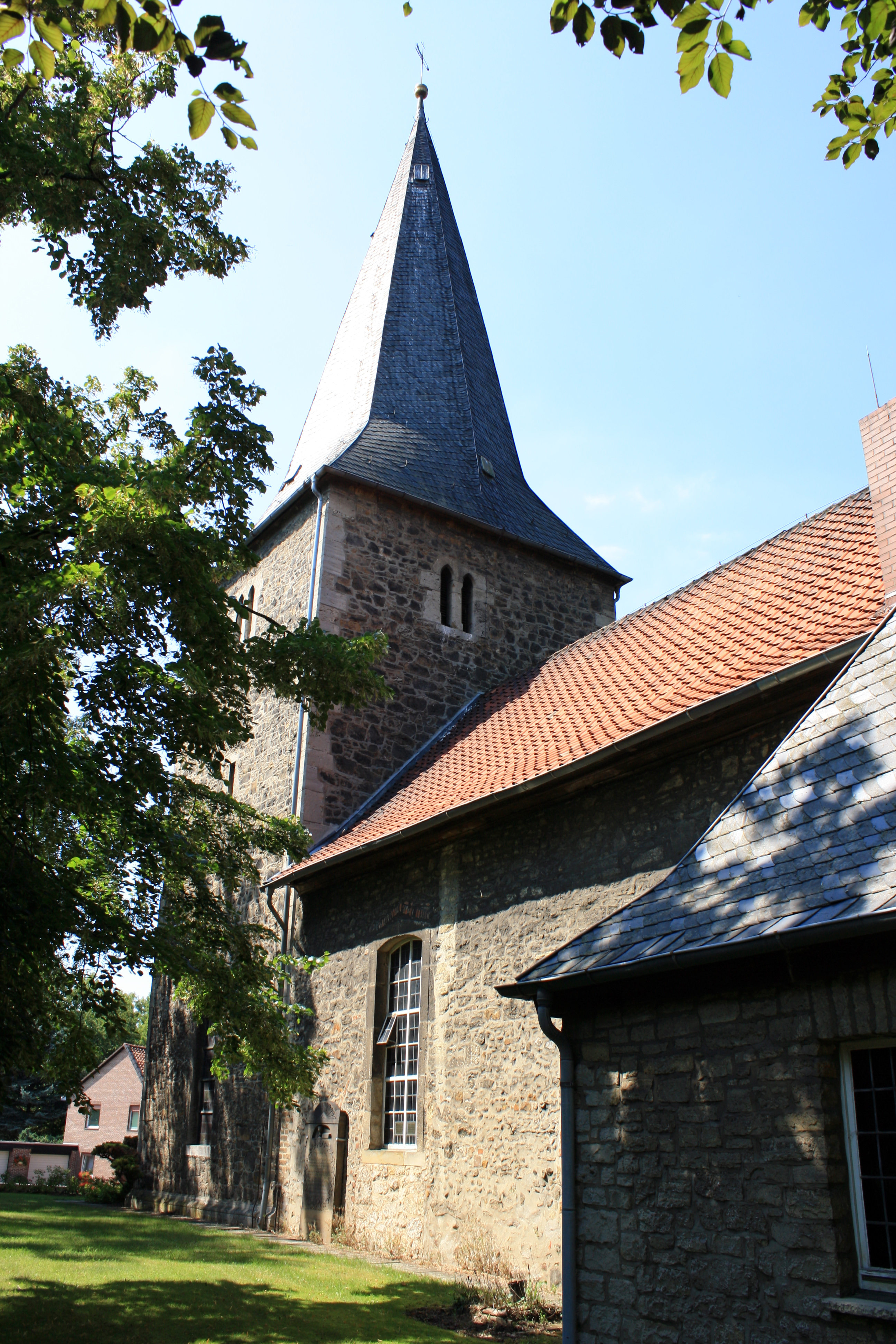
Marienkirche Wendeburg

Die Marienkirche ist eine Kirche in der Mitte des Ortsteils Wendeburg der Gemeinde Wendeburg im Landkreis Peine, deren Gemeinde zur Propstei Vechelde in der Evangelisch-Lutherischen Landeskirche in Braunschweig gehört.

## Historische Einordnung
An der Stelle, an der die alte Heerstraße von Braunschweig nach Celle die Aue (Fluss durch Wendeburg) überquerte, wurde im Mittelalter (12. oder 13. Jahrhundert) eine kleine Wehrburg „Winetheborg“ gegründet. Die ehemalige Burgkapelle ist der Vorläufer der heutigen Marienkirche. Erhalten aus dem Mittelalter ist nur eine Weihetafel, die in etwa fünf Meter Höhe am Kirchturm angebracht ist und an die Neu-Weihe der Kirche nach größerem Umbau erinnert. Dieser Stein zeigt den Gekreuzigten mit Maria und Johannes, ihnen zu Füßen das betende Stifterpaar(?). Darunter befindet sich ihr Adelswappen mit der Jahreszahl 1439.
Aus dem Zeitalter der Reformation (16. Jahrhundert) gibt es schriftliche Berichte über die Kirche und seine Pfarrer. Der erste Pastor, der erwähnt wird, ist ein Heinrich Meyer-Arndes. Lange (1545–1590) wurde in Hildesheim als Priester mit allen Weihen versehen.
Im Strudel der Reformationskämpfe musste er seine Konfession mehrfach wechseln: die genauen theologischen Unterschiede zwischen evangelisch und katholisch waren ihm wahrscheinlich nicht genau bekannt. Als er starb, war die Gemeinde offiziell evangelisch geworden – allerdings waren die Streitigkeiten noch längst nicht beigelegt. Sein Nachfolger, Pastor Gebhardi, wurde gleich zu Beginn des Dreißigjährigen Krieges von katholischen Truppen (Spaniern) erschlagen. Und im Gegenzug haben die Protestanten dann den katholischen Pfarrer von Woltorf, den auch als Dichter bekannten Friedrich Spee, überfallen und lebensgefährlich verletzt.
Rund hundert Jahre währten die Religionskämpfe (von etwa 1540 bis 1640). Die Kirchlichkeit und auch wohl der christliche Glaube waren in dieser Zeit sehr gesunken; Gottesdienste wurden nur selten besucht.
An Stelle des Glaubens trat damals verstärkt der Aberglaube; noch im Jahr 1676 wird in Wendeburg eine gewisse Anna Voigt verhaftet, nach Wolfenbüttel ins Gefängnis gebracht und wegen ihrer „Hexerei und Zauberei“ angeklagt (von dem Ausgang des Prozesses erfahren wir leider nichts).
Während das übrige Braunschweiger Land durch Un-Kirchlichkeit geprägt blieb, nahm die Entwicklung in Wendeburg einen etwas anderen Weg. Das haben wir zum Teil zwei Pfarrern zu verdanken, die zusammen fast 100 Jahre als Geistliche hier tätig waren: Pastor Christian Schmidt (1625–1672) und seinem Schwiegersohn Pastor Sebastian Marburg (1672–1721). Durch sie stabilisierte sich langsam auch das kirchliche Leben wieder. 1650 wurde eine große Bibel gekauft, die noch heute im Besitz der Gemeinde ist, sowie im Jahr 1714 die große Glocke von Christian Ludewig Meyer, die noch heute vorhanden ist.
Im Jahr 1753 weiteten sich die Pflichten der Wendeburger Pfarrer aus: Sie wurden zu einer Art Schulaufsichtsbeamten für alle umliegenden Dorfschulen. Das Wendeburger Pfarramt wurde Sitz einer „Inspektion“ und die Wendeburger Pfarrer durften sich nun bis ins Jahr 1877 „Superintendent“ nennen.
Für die gewachsene Einwohnerzahl von Wendeburg, Wendezelle und Zweidorf wurde die Kirche zu klein. Im Jahr 1770 wurde daher das Kirchenschiff verlängert und erhöht.
Zu Beginn des 19. Jahrhunderts war auch das alte Pfarrhaus zu klein geworden und ein Anbau oder Ausbau nicht rentabel. So wurde unter Pastor Schönermarck das heutige Pfarrhaus (1827) errichtet und die dazugehörigen Stallungen, das heutige Gemeindehaus.
Besonders bekannt sind die Pfarrer Wilhelm und Paul Beste. Wilhelm Beste – der spätere General-Superintendent von Braunschweig und Inhaber vieler hoher Auszeichnungen – war Pastor und Superintendent in Wendeburg von 1859 bis 1868. Sein Sohn Paul Beste wirkte in der Gemeinde von 1886 bis 1892. Beide haben viele theologische Bücher und Traktate verfasst.
Am 15. April 1890 erblickte im Wendeburger Pfarrhaus Konrad Beste das Licht der Welt. Er wurde nach dem Ersten Weltkrieg sehr beliebt als Dichter und Schriftsteller, dessen zahlreiche Romane hohe Auflagezahlen erreichten und dessen Dramen auf vielen Bühnen Deutschlands aufgeführt wurden. Er starb im Dezember 1958.
Mit Pastor Hayder, der über drei Jahrzehnte in Wendeburg Dienst von 1892 bis 1923 tat, zog dann eine neue Zeit herauf. Durch Zuckerrüben- und Spargelanbau waren die Orte relativ wohlhabend geworden. Und die auf Hayders Initiative eingerichtete Busverbindung nach Braunschweig (die erste Kraftpost-Omnibuslinie der Welt von 1904) sorgte dafür, dass das Geld auch bald ausgegeben werden konnte. Auf seine Initiative wurde noch vor dem Ersten Weltkrieg die Raiffeisenkasse gegründet, die „Frauenhülfe“ (eine Einrichtung, die damals etwa unserer heutigen Sozialstation entsprach) und der Kindergarten.
Für drei Jahrzehnte, die nicht nur politisch sehr bewegt waren, nämlich von 1929 bis 1959, waren Carl Schlüter (gest. 1947) und sein Sohn Hans als Pfarrer in Wendeburg.
Die Erschütterungen, die das sogenannte Dritte Reich auch auf geistlichem Gebiet mit sich brachten, waren auch in Wendeburg zu spüren: Kirchenaustritte, Jugendweihen und Trauungen „unter der Fahne“ wurden durchgeführt.
Als Pastor Edmund Thies dann 1959 das Pfarramt übernahm, hatte sich die Lage aber weitgehend normalisiert. Für die 1942 eingezogene und zerstörte Glocke wurde 1952 eine Stahlglocke angeschafft und die 1937 errichtete Kindergartenbaracke im Jahr 1958 durch ein richtiges Gebäude im Pfarrgarten ersetzt.
Im Jahr 1963 wurde die Kirche total umgestaltet: Die Priechen (1770 eingebaut) wurden entfernt, die (harten) Kirchenbänke durch bequemere ersetzt und eine neue Orgel eingebaut.
Das Geläut der Kirche besteht aus der Friedensglocke (Stahl, 1952, dis), der Christusglocke (Bronze, 1714, fis) und der Familienglocke (Bronze, 1989, ais).

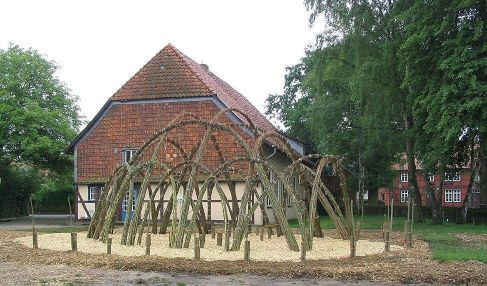
Weidenkirche Wendeburg

In der Amtszeit von Pastor Otto Pfingsten, von 1977 bis 2008, wurde nach einer Idee von Marcel Kalberer durch ehrenamtlich tätige junge und alte Menschen in der Zeit von Februar 2006 bis Mai 2006 eine Weidenkirche gebaut und ein Bibelgarten angelegt.

## Pastoren der Gemeinde
| 1551–1597 | Heinrich Meyerarndes          |
| 1597–1626 | Andreas Gebhardi              |
| 1627–1628 | Joachim Hilbrecht             |
| 1628–1672 | Christian Schmidt (Fabricius) |
| 1672–1721 | Sebastian Marburg             |
| 1721–1730 | Georg Oberfeldt               |
| 1731–1746 | Friedrich Lincke              |
| 1746–1760 | Friedrich Koch                |
| 1761–1773 | Brandam Drechsler             |
| 1773–1788 | Benjamin Horn                 |
| 1789–1794 | Johann Koch                   |
| 1795–1823 | Carl Horn                     |
| 1824–1834 | Friedrich Schönermarck        |
| 1834–1842 | Georg Lüttich                 |
| 1843–1858 | Theodor Krebs                 |
| 1859–1868 | Wilhelm Beste                 |
| 1868–1877 | Christian Oberhey             |
| 1877–1886 | Theodor Klusmeyer             |
| 1886–1892 | Paul Beste                    |
| 1892–1923 | Otto Hayder                   |
| 1923–1929 | Hermann Hägerbäumer           |
| 1929–1947 | Carl Schlüter                 |
| 1947–1959 | Hans Schlüter                 |
| 1959–1977 | Edmund Thies                  |
| 1977–2008 | Otto Pfingsten                |
| 2008–2009 | Pfarrstelle nicht besetzt     |
| Seit 2009 | Frank und Petra Wesemann      |